# Lima Hot Festival
Lima Hot Festival fue un festival de música realizado en Perú en el mes de noviembre, contando con artistas locales y extranjeros a lo largo de varias horas de duración. En sus dos ediciones ha tenido lugar dentro de los estadios más importantes de la ciudad. 

## Ediciones
| Año  | Fecha           | Local              | Asistencia | Artistas Internacionales             | Artistas Nacionales           |
| ---- | --------------- | ------------------ | ---------- | ------------------------------------ | ----------------------------- |
| 2008 | 14 de noviembre | Estadio Nacional   | 35,000     | R.E.M., Travis                       | Cementerio Club, Turbopótamos |
| 2010 | 25 de noviembre | Estadio San Marcos | 20,000     | The Smashing Pumpkins, Stereophonics | Leusemia, La Mente, Space Bee |